# Chris McKay
Chris McKay (Winter Park, 11 novembre 1973) è un regista, montatore ed effettista statunitense.

## Biografia
Originario della Florida, ha trascorso gran parte della sua infanzia a Chicago, in Illinois.

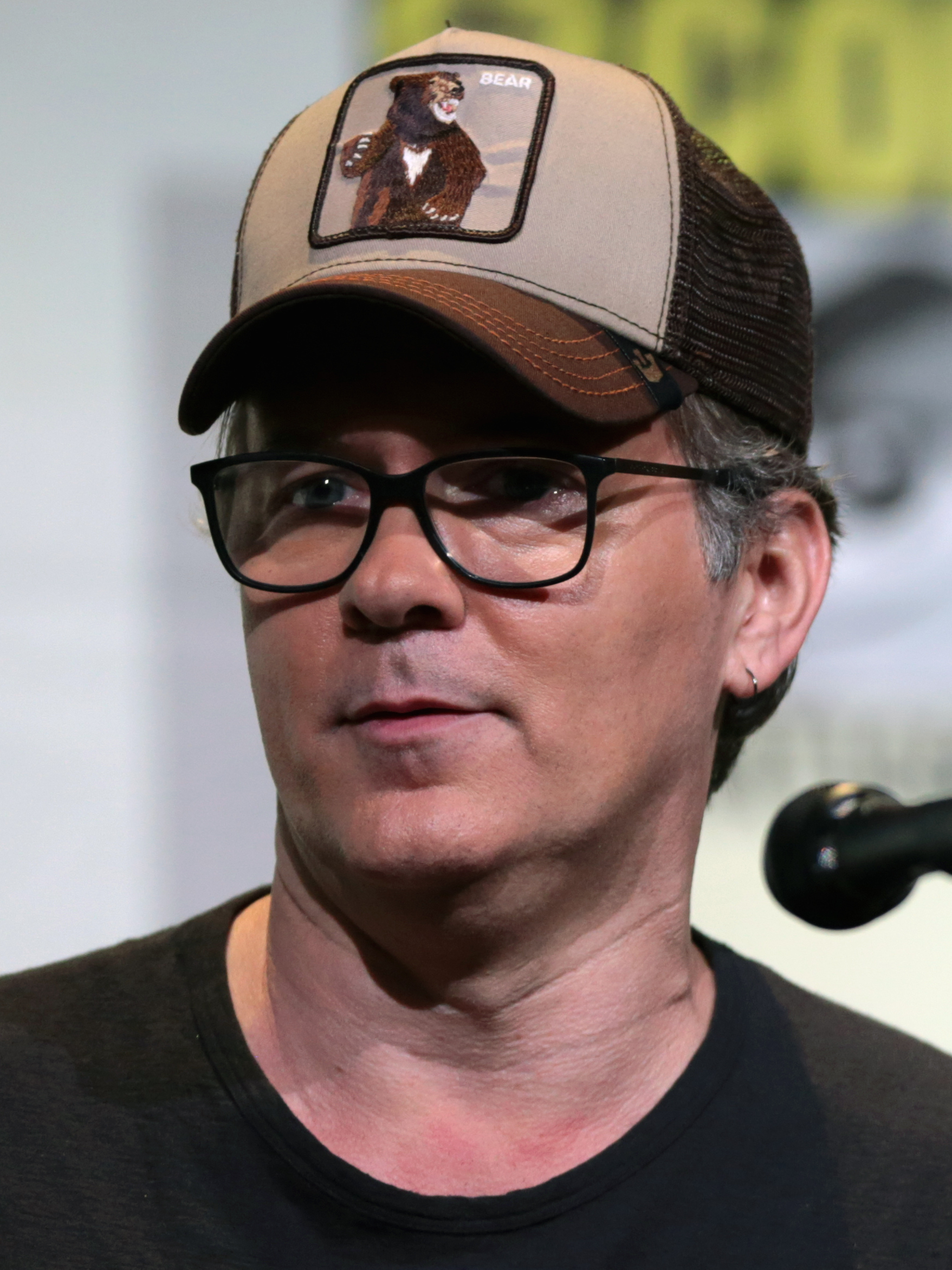
McKay al Comic-Con del 2016

McKay ha frequentato la Southern Illinois University per poi conseguire la laurea presso il Columbia College di Chicago. Mentre studiava a Chicago, McKay ha assistito alle riprese cinematografiche della commedia del 1989 Io e zio Buck.
All'inizio della sua carriera McKay ha lavorato in diverse società di noleggio di video e attrezzature. Dopo aver acquistato attrezzature di produzione in proprio, ha lavorato per tre anni girando e montando video musicali e film locali. Poi ha iniziato a lavorare come montatore in una società di produzione dove ha completato il suo primo film 2wks, 1yr (in inglese 2 settimane, 1 anno; successivamente McKay ha lasciato la società e ha montato per la prima volta un film di un suo amico, intitolato Kwik Stop.
Nel 2004, McKay si è trasferito a Los Angeles ed è stato assunto come montatore presso lo studio di animazione ShadowMachine. La sua prima esperienza in tale azienda è stata per la serie televisiva Robot Chicken: McKay ha creato e doppiato la prima sequenza dei titoli di coda della serie.
Nel 2006, McKay ha iniziato a lavorare alla serie animata Moral Orel;  il cui creatore, Dino Stamatopoulos, gli ha permesso di dirigere più della metà degli episodidella seconda e della terza stagione. Il suo lavoro in Moral Orel ha impressionato Seth Green e Matthew Senreich (creatori di Robot Chicken), che gli hanno offerto la direzione della terza, quarta e quinta stagione della serie, andata in onda su Adult Swim.
Nel 2007, McKay ha lavorato come montatore e direttore degli effetti speciali nell'episodio speciale Robot Chicken intitolata Robot Chicken: Star Wars Episodio I, lavorando in seguito anche per gli episodi Robot Chicken: Star Wars Episodio II e Robot Chicken: Star Wars Episodio III.
Nel 2009, McKay ha co-prodotto e diretto la prima stagione della serie animata Titan Maximum su Cartoon Network.
Nel 2011, la Warner Bros. ha scelto McKay per unirsi ai registi Phil Lord e Christopher Miller per il film in live-action The LEGO Movie, che ha co-diretto e montato; il film è uscito in patria il 7 febbraio 2014 e ha incassato oltre $ 468 milioni a fronte di un budget dichiarato di appena 60 milioni di dollari. Visto l'enorme successo, nel marzo 2014, la Warner Bros. ha incaricato McKay di dirigere il sequel del film: Lord e Miller avrebbero assunto il suolo di produttori, mentre la sceneggiatura sarebbe stata affidata a Michelle Morgan e Jared Stern. Successivamente la Warner Bros. ha rinunciato a produrre il sequel, optando per la realizzazione di uno spin-off, intitolato LEGO Batman - Il film; il film è stato diretto da McKay ed è stato distribuito il 10 febbraio 2017.
Tra la fine del 2019 e l'inizio del 2020 McKay ha diretto per la prima volta un film non di animazione: è stato, infatti, regista del colossal La guerra di domani, prodotto dalla Paramount Pictures e da Skydance Media con un budget di 200 milioni di dollari.. La distribuzione del film è stata posticipata a causa della pandemia di COVID-19, ragion per cui la stessa è avvenuta a partire dal 2 luglio 2021 direttamente su Prime Video, che ha acquistato i diritti di distribuzione del film per 200 milioni di dollari.

## Filmografia

### Regista

#### Cinema
- LEGO Batman - Il film (The Lego Batman Movie) (2017)
- La guerra di domani (The Tomorrow War) (2021)
- Renfield (2023)

#### Televisione
- Moral Orel - serie televisiva, 19 episodi (2006-2008)
- Robot Chicken - serie televisiva, 43 episodi (2007-2011)
- Titan Maximum - serie televisiva, 9 episodi (2009)

### Montatore

#### Cinema
- The LEGO Movie (The Lego Movie) (2014)

#### Televisione
- Moral Orel - serie televisiva, 33 episodi (2006-2008)
- Robot Chicken - serie televisiva, 27 episodi (2007-2011)

### Produttore
- Renfield, regia di Chris McKay (2023)

### Doppiatore
- LEGO Batman - Il film (The Lego Batman Movie) (2017)